# Nhà ở giá cả phải chăng
Nhà ở giá cả phải chăng (tiếng Anh: affordable housing) là kiểu nhà ở với mức giá có thể chấp nhận được với những người có thu nhập hộ gia đình ở mức bằng hoặc dưới trung bình đã được chính phủ ở trung ương và chính quyền địa phương đánh giá qua chỉ số đủ điều kiện mua nhà được công nhận. Hầu hết tài liệu về nhà ở giá cả phải chăng đều nói đến tiền thế chấp tài sản và một số các dạng thức tồn tại qua một miền liên tục – từ mái ấm cho người vô gia cư trong tình huống khẩn cấp cho đến nhà ở tạm cho người vô gia cư, nhà cho thuê không rao bán (còn gọi là nhà ở xã hội hoặc nhà trợ cấp), cho tới nhà ờ cho thuê chính thức và không chính thức, nhà địa phương, và dừng lại ở quyền sở hữu nhà ở giá cả hợp lý.